# Oligodon octolineatus
Oligodon octolineatus là một loài rắn trong họ Rắn nước. Loài này được Schneider mô tả khoa học đầu tiên năm 1801.

## Hình ảnh

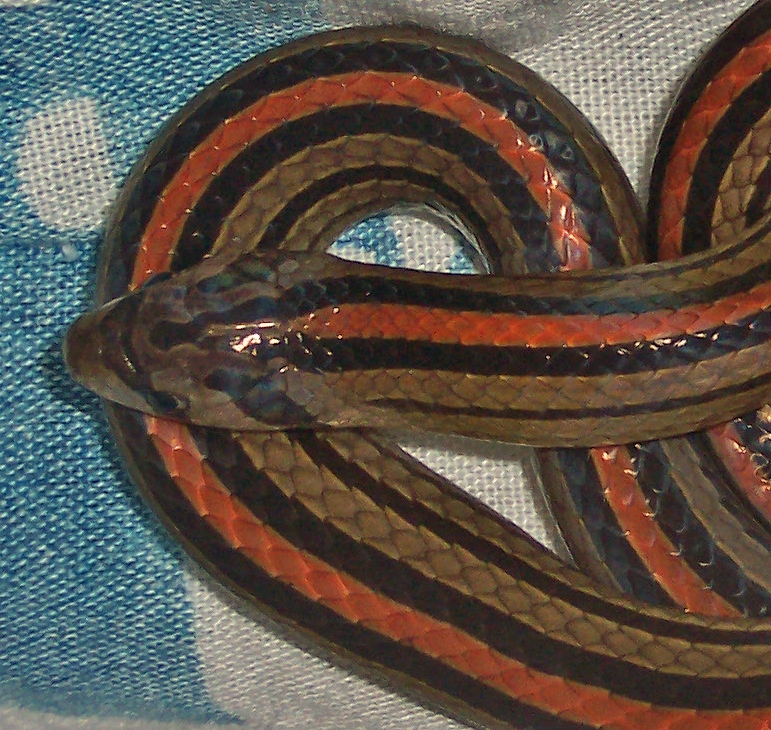